# Anacampseros australiana
Anacampseros australiana és una espècie de planta amb flors del gènere Anacampseros dins la família de les anacampserotàcies.

## Descripció
És una herba suculenta perenne amb branques febles i carnoses que tenen fulles suculentes i sèssils disposades alternativament al voltant de les seves puntes i que té arrels tuberoses i tiges florals ascendents de fins a 20 cm de longitud que són frondoses cap a la seva base.
Les fulles tenen una forma oblanceolada a obovada i poc freqüentment el·líptiques, de 1 a 2,5 cm de longitud i de 5 a 12 mm de diàmetre, amb la punta afilada i cobertes de pèls.
Les inflorescències consisteixen en cimes de poques flors. Els sèpals engloben els 5 pètals blancs a rosats que tenen una longitud de 5 a 15 mm cadascun i hi ha 8 a 10 estams.
L'ovari superior és rodó i conté nombrosos òvuls. Té un fruit de 3 a 12 vàlvules de 5 a 12 mm de llargada que perd l'epicarpi aviat, l'endocarpi és una membrana que persisteix, les vàlvules endocarpials estan envoltades i s'alternen amb restes de mesocarpi eriçades, blanques i endurides i conté nombroses llavors piramidals.
Pot florir durant tot l'any i els fruits solen aparèixer aproximadament un mes després de la floració.

## Distribució
És endèmica d'Austràlia, on es troba a Nova Gal·les del Sud, Queensland, Territori del Nord i Austràlia Meridional.
Creix en serralades rocoses o turons compostos de roques neutres o àcides, i sovint es troba en escletxes de roca i entre còdols.

## Taxonomia
Aquesta espècie va ser descrita de manera vàlida per primer cop l'any 1917, a la publicació Transactions and Proceedings of the Royal Society of South Australia, pel botànic escocès emigrat a Austràlia John McConnell Black (1855-1951).

### Sinònims
Els següents noms científics són sinònims d'Anacampseros australiana:
- Sinònims homotípics

- Grahamia australiana (J.M.Black) G.D.Rowley

- Sinònims heterotípics

- Calandrinia pogonophora F.Muell.
- Claytonia pogonophora (F.Muell.) F.Muell.}